# Boldklubben Standard
Boldklubben Standard Kammeraterne var en dansk fodboldklub hjemmehørende på Amager i København. Foreningen blev stiftet i 1946, efter sammenlægning af IF Standard og Amager Kammeraterne. I 1990 indgik klubben i et samarbejde med Boldklubben Sylvia, og stiftede 1. oktober 1990 Kløvermarkens Forenede Boldklubber.
I sin storhedstid i 1980'erne spillede klubben med i Københavnerserien og Danmarksserien.